# Hans Bergel
Hans Bergel (n. 26 iulie 1925, Râșnov, România – d. 26 februarie 2022, Starnberg, Bavaria, Germania) (pseudonim Curd Bregenz) a fost un scriitor și jurnalist german originar din Transilvania, România. A fost fratele dirijorului Erich Bergel (1930-1998).

## Biografie
Copilăria și tinerețea și le-a petrecut în mai multe orașe din Transilvania. În 1939 s-a mutat cu familia la Brașov, unde a urmat cursurile Liceului Honterus.
Între 1941 și 1944 a urmat seminarul pedagogic din Sibiu, dar războiul și întoarcerea armelor de către România împotriva Germaniei naziste l-au obligat să-și întrerupă studiile.
În ianuarie 1945 a fost aproape de a fi deportat în Uniunea Sovietică, reușind să fugă în ultimul moment din lagăr. Până în octombrie 1945 a stat ascuns la ciobani din Munții Cibinului.
Se întoarce la Sibiu, continuă studiile și în 1946 ia bacalaureatul, după care este angajat ca profesor. În 1947 părăsește clandestin România, dar este prins în Ungaria, extrădat și condamnat la 14 luni de închisoare pentru trecere frauduloasă a frontierei. Reușește să evadeze după 10 luni. Ajuns acasă după mai multe peripeții, este recrutat și își satisface serviciul militar în 1948-1949. După aceea, până în 1956, este sportiv de performanță la Brașov.
A studiat la fără frecvență istoria artei și filosofia la București, între 1952–1954, fiind obligat să întrerupă studiile, deoarece în 1954 a fost arestat la Cluj pentru „incitare la rebeliune” și condamnat la un an închisoare. Deși a fost eliberat mai devreme, nu i s-a permis să-și reia studiile.
Face cunoștință cu Alfred Margul-Sperber, Oscar Walter Cisek și Erwin Wittstock, care îl promovează.
În 1951 se căsătorește cu Susanne Schunn, cu care are o fiică și doi fii. Își câștigă existența cu activități literare și publicistice.
Între 1957 și 1958 a lucrat ca redactor cultural la publicația de limbă germană Volkszeitung, care apărea la Brașov. De aici a fost concediat fără preaviz, din motive politice. O vreme a fost angajat ca violoncelist la teatrul muzical din Brașov.
În aprilie 1959, Hans Bergel a fost arestat pentru a treia oară. Unele manuscrise confiscate s-au pierdut, altele se află în dosarul penal. Tribunalul militar, care l-a judecat în cadrul procesului „grupului de scriitori germani”, încheiat la 15 septembrie 1959 la Brașov, l-a condamnat la 15 ani de muncă silnică și la 5 ani de pierdere a drepturilor cetățenești. Motivul a fost nuvela istorică Fürst und Lautenschläger („Prințul și bardul“), scrisă cu 12 ani în urmă. Un "prieten" (Eginald Schlattner) i-a arătat Securității că nuvela are un dublu sens, din care unul ostil comunismului. Deși în nuvelă era vorba de secolul XVII, în spatele figurilor istorice s-ar ascunde situația de atunci din România.
Hans Bergel povestește cum răspunsul dat de bard prințului care îl arestase pentru că îi încuraja pe cetățenii brașoveni cu îndemnul: „Nu vă lăsați, răzbunați-vă, scoateți-l din oraș!” a devenit cap de acuzare pentru el:)
Prințul, fiind sigur pe sine, doar în mâinile sale era puterea: „Ei, uite îți dau drumul, îți fac cadou libertatea ta dacă mă cânți pe mine, mă elogiezi într-un cântec. Fă un cântec în care spui că eu sunt mare, sunt frumos, sunt inteligent, sunt bun, tot ce vrei”. Bardul răspunde – și această frază e punctul culminant al nuvelei și a devenit și capul de acuzare împotriva mea –: „Alteță, eu nu sunt curvă, și nici arta mea!” Cu alte cuvinte, pe mine nu mă poți cumpăra. Sunt liber. Chiar dacă mă bagi în lanțuri, și atunci sunt liber. Într-adevăr, îl bagă în lanțuri, dar cu asta s-a încheiat atât nuvela, cât și procesul meu.
În timpul procesului, la întrebarea judecătorului: "Prin felul cum dumneata prezinți aceste personaje, se trage concluzia că personalitățile fac istoria și nu masele populare", Hans Bergel a răspuns:
Nu m-am gîndit la acest lucru. M-am gîndit la conflictul între prinț și bard. Subiectul nuvelei reprezintă tocmai revolta tuturor păturilor sociale din Brașov și în special a păturilor de jos împotriva lui Bathory. Nu mi se poate denatura nuvela, rupînd din ea anumite pasagii și interpretîndu-le în mod metafizic. Libertatea care este redată acolo este bine precizată de bard. În nuvelă bardul vorbește de libertatea cea roșie și nu de libertatea verde a legionarilor, [a]ci(!) este anticipată libertatea roșie a zilelor noastre. Față de această libertate bardul se simte obligat. Bardul din nuvelă se manifestă ca un revoluționar consacrat, care pînă la urmă refuză împăciuitorismul, se rupe chiar din punct de vedere sentimental de mica burghezie prin refuzul pe care îl da acelei fete care este invitat să cînte. Nu poate fi vorba de o libertate ruptă de momentul social. Bardul meu se simte obligat față de libertatea roșie."
Cu privire la aceeași lucrare, martorul Eginald Schlattner a declarat:
Mi-a adus la cunoștință că a scris o carte care poate fi interpretată din punct de vedere politic în mai multe sensuri. E vorba de Fürst und Lautenschläger. Totodată mi-a explicat și codul necesar pentru interpretarea corectă a cărții, adică faptul că tiranul din povestire simbolizează regimul actual, oprimant al libertății de gândire a scriitorului. Cu ajutorul acestui cod ideea nuvelei poate fi interpretată ca o critică adusă regimului actual.
Din cei 15 ani la care fusese condamnat, a executat aproape 3 ani de detenție, timp în care a trecut prin 18 temnițe: minele de plumb de la Baia Sprie, fortul Făgăraș, închisoarea de tranzit Codlea, „malmezonul“ din București, închisoarea militară din Timișoara, închisorile Securității de la Arad, Curtici și Brașov, lagărele de muncă forțată Răchitoasa și de pe insula dunăreană Strâmba, fortul subteran nr.13 Jilava. Și încă multe altele. Din 1962 până-n în 1964 a avut domiciliu forțat în Bărăgan, unde l-a cunoscut și pe Corneliu Coposu. După ce a înaintat, fără rezultat, 61 de cereri de grațiere, a fost eliberat din închisoare în 1962, în contextul amnistiei generale a deținuților politici, a putut părăsi Bărăganul și s-a angajat apoi ca muzician la orchestra din Brașov. A fost reabilitat împreună cu ceilalți patru colegi scriitori, în august 1968.
A depus cerere de emigrare în Republica Federală Germania, pentru a cărei aprobare a fost sprijinit de Günter Grass, care a intervenit pe lângă Willy Brandt, pe vremea aceea ministrul de externe al Germaniei. Până în martie 1968 a trăit în Brașov, după care a emigrat în Germania, stabilindu-se la Gröbenzell lângă München, cu soția și copiii. În primii ani a avut de înfruntat o serie de dificultăți. A reluat cu succes activitatea de scriitor. În perioada 1970-1989 a fost redactor șef la publicația Siebenbürgische Zeitung (Ziarul transilvănean) care apare la München. Lucrează în calitate de colaborator extern la Radiodifuziunea din Bavaria (Bayerischer Rundfunk).
Din 1991 a fost coeditor al publicației Südostdeutsche Vierteljahresblätter.

## Opere
- Fürst und Lautenschläger ("Principele și bardul") (1956)
- Die Abenteuer des Japps ("Aventurile lui Japp") (1958)
- Rumänien – Porträt einer Nation ("România – portretul unei națiuni") (1968)
- Die Rennfüchse ("Vulpile de cursă") (1969)
- Im Feuerkreis, 10 Erzählungen ("În cercul de foc. Zece povestiri") (1972)
- Würfelspiele des Lebens: Vier Portraits bedeutender Siebenbürger, Conrad Haas, Johann Martin Honigberger, Paul Richter, Arthur Phleps, München 1972. ("Zarurile vieții: Patru portrete ale unor transilvăneni de seamă")
- Die Sachsen in Siebenbürgen nach dreißig Jahren Kommunismus ("Sașii transilvăneni după 30 de ani de comunism") (1975)
- Der Tanz in Ketten ("Dansul în lanțuri", "Dansul în cătușe") (1977)
- Siebenbürgen, Bilder einer europäischen Landschaft ("Transilvania, imagini ale unui ținut european") (1980)
- Gestalten und Gewalten. Essays, Aufsätze, Vorträge ("Forme și stihii") (1982)
- Heinrich Schunn: Ein Maler, sein Werk, seine Zeit, Edition Wort u. Welt, 1983
- Der Tod des Hirten oder die frühen Lehrmeister ("Moartea păstorului sau învățătorii din tinerețe") (1985)
- Hermann Oberth. Der mythische Traum vom Fliegen, 1985
- Das Venusherz ("Inima Venerei") (1987)
- Literaturgeschichte der Deutschen in Siebenbürgen (1987).
- ...und Weihnacht ist überall ("...și Crăciun e peste tot") (1988)
- Das Motiv der Freiheit ("Motivul libertății") (1988)
- Zikadensommer (Gedichte). 1991
- Zuwendung und Beunruhigung. Anmerkungen eines Unbequemen (1994)
- Kammermusik in Bronze und Stein: Der Bildhauer Hans Guggenberger (în colaborare cu Konrad Klein), Edition Wort u. Welt, 1994
- Dans în lanțuri. Roman. Traducere de George Guțu. Editura Arania, Brașov 1994
- Prosa – Lyrik (1995)
- Un poem de Radu Gyr și opt eseuri. Prefață de Peter Motzan, traducere de Mariana Lăzărescu, Editura Arania, Brașov 1995
- Erkundungen und Erkennungen. Notizen eines Neugierigen. Essays (1995)
- Wenn die Adler kommen (Când vin vulturii), Roman (Trilogie) (1996), handelt von einer Familie in Siebenbürgen. Teil 2.: Die Rückkehr der Wölfe (Întoarecerea lupilor).
- Când vin vulturii, 321 pagini, Editura Fundației Culturale Române, 1998, ISBN: 973-577-113-6
- Im Spiegellicht des Horizonts (Lyrik) (1996)
- Bukowiner Spuren. Von Dichtern und bildenden Künstlern. Aachen: Rimbaud 2002. ISBN 3-89086-747-2
- Die Wiederkehr der Wölfe (2006),
- Wegkreuzungen - Dreizehn Lebensbilder, Editura Johannis Reeg, 2009, ISBN 978-3-937320-38-0
- Am Vorabend des Taifuns, Berlin: Editura Noack & Block 2010, ISBN 978-3-86813-002-7
- Judecătoarea și fiii ei - Povestiri, 192 pagini, Editura Ecou Transilvan, 2014,  ISBN: 978-606-730-027-7
- Dans în lanțuri, 250 pagini, Editura Ecou transilvan, 2015, ISBN: 978-606-730-068-0
- Întoarecerea lupilor, 684 pagini, Editura Eikon, 2016, ISBN: 978-606-711-427-0

## Prezent în antologii
A fost inclus în antologia bilingvă Scriitori germani din România de după 1945, apărută în 2012 la Editura Curtea Veche

## Literatură
- Cosmin Budeancă, Hans Bergel. Privind mereu spre România, Editura Fundației Culturale Memoria & Editura Mega, Bucuresti, Cluj-Napoca, 2023, https://www.revistamemoria.ro/hans-bergel-privind-mereu-spre-romania/
- Renate Windisch-Middendorf: ""Der Mann ohne Vaterland. Hans Bergel – Leben und Werk, Berlin: Editura Frank & Timme 2010, ISBN 978-3-86596-275-1
- Georg Herbstritt: Der Kronstädter Schriftstellerprozess 1959 in den Akten der DDR-Staatssicherheit, în: Halbjahresschrift für südosteuropäische Geschichte, Literatur und Politik, anul 23, nr. (2011), 1-2, pp. 204-208
- Michaela Nowotnick: „95 Jahre Haft“. Kronstädter Schriftstellerprozess 1959: Darstellungsformen und Deutungsmuster der Aufarbeitung, în: Halbjahresschrift für südosteuropäische Geschichte, Literatur und Politik, anul 24, nr. (2012), 1-2, pp. 173–181
- William Totok: Empathie für alle Opfer. Eginald Schlattner, ein Leben in Zeiten diktatorischer Herrschaft, în: Halbjahresschrift für südosteuropäische Geschichte, Literatur und Politik, anul 24, nr. (2012), 1-2, pp. 181–198

## Traduceri
- Ana Blandiana: Die Versteigerung der Ideen (Gedichte) (versuri), Editura Johannis Reeg, 2009, ISBN 978-3-937320-16-8

## Aprecieri
- Premiul Dehio 1972;[19]
- Crucea de Merit a RFG 1987;
- Premiul cultural al Sașilor Transilvăneni 1988;
- Premiul Media 1982, 1989;
- Premiul Gryphius 1990;
- Cetățean de onoare al municipiului Brașov (1996);
- Doctor honoris causa al Universității din București (2000)
- Pe 15 septembrie 2009, Ambasadorul României la Berlin, Lazăr Comănescu, i-a înmânat scriitorului Hans Bergel Ordinul „Meritul Cultural“ în grad de ofițer, categoria A - „Literatură“, care a fost acordat de către Președintele României, Traian Băsescu, pentru „contribuția personală la îmbogățirea patrimoniului cultural românesc și universal“[15];
- Cetățean de onoare al municipiului Râșnov (2012)[20];